# Andrea Limbacher
Andrea Limbacher (Bad Ischl, 25 luglio 1989) è un'ex sciatrice alpina e sciatrice freestyle austriaca attiva principalmente nello ski cross, specialità nella quale ha vinto la medaglia d'oro ai Mondiali di Kreischberg 2015.

## Biografia

### Stagioni 2005-2011
Andrea Limbacher, originaria di Sankt Wolfgang im Salzkammergut, ha iniziato la sua carriera nello sci alpino: attiva dal dicembre del 2004, non ha esordito in Coppa Europa o in Coppa del Mondo, non ha preso parte a rassegne olimpiche o iridate e la sua ultima gara nella disciplina è stata uno slalom gigante FIS disputato il 7 aprile 2009 a Hochkar, non completato dalla Limbacher.
Dalla stagione 2009-2010 si è dedicata al freestyle, specialità ski cross: ha esordito in Coppa del Mondo il 22 dicembre 2009 a San Candido (11ª), ai Giochi olimpici invernali a Vancouver 2010 (24ª), in Coppa Europa l'11 dicembre 2010 a Jerzens (9ª) e ai Campionati mondiali a Deer Valley 2011 (23ª).

### Stagioni 2012-2023
Ha conquistato il primo podio in Coppa del Mondo l'11 gennaio 2012 all'Alpe d'Huez (3ª), il primo podio in Coppa Europa il 17 febbraio successivo a Davos (2ª) e la prima vittoria in Coppa del Mondo il 25 febbraio dello stesso anno a Bischofswiesen/Götschen. Ai XII Giochi olimpici invernali di Soči 2014 è stata 22ª, mentre l'anno dopo ai Mondiali di Kreischberg 2015 ha ottenuto il più prestigioso risultato della sua carriera, vincendo la medaglia d'oro. Il 28 febbraio 2016 ha conquistato al Bokwang Phoenix Park l'ultima vittoria in Coppa del Mondo.
Ai XIII Giochi olimpici invernali di Pyeongchang 2018 si è classificata 13ª e anche ai Mondiali di Park City 2019 si è piazzata al 13º posto; ai XIV Giochi olimpici invernali di Pechino 2022, sua ultima presenza olimpica, è stata 11ª. Il 22 dicembre 2022 a San Candido è salita per l'ultima volta sul podio in Coppa del Mondo (2ª) e ai successivi Mondiali di Bakuriani 2023 si è classificata 16ª; si è ritirata al termine di quella stessa stagione 2022-2023 e la sua ultima gara in carriera è stata la prova di Coppa del Mondo disputata a Craigleith il 17 marzo, non completata dalla Limbacher.

## Palmarès

### Freestyle

#### Mondiali
- 1 medaglia:
  - 1 oro (ski cross a Kreischberg 2015)

#### Coppa del Mondo
- Miglior piazzamento in classifica generale: 16ª nel 2012 e nel 2016
- Miglior piazzamento nella Coppa del Mondo di ski cross: 5ª nel 2012 e nel 2016
- 16 podi:
  - 4 vittorie
  - 4 secondi posti
  - 8 terzi posti

##### Coppa del Mondo - vittorie
| Data             | Località                | Paese         | Specialità |
| ---------------- | ----------------------- | ------------- | ---------- |
| 25 febbraio 2012 | Bischofswiesen/Götschen | Germania      | SX         |
| 12 gennaio 2013  | Les Contamines          | Francia       | SX         |
| 20 dicembre 2015 | San Candido             | Italia        | SX         |
| 28 febbraio 2016 | Bokwang Phoenix Park    | Corea del Sud | SX         |

Legenda:

SX = ski cross

#### Coppa Europa
- Miglior piazzamento nella classifica di ski cross: 9ª nel 2012
- 4 podi:
  - 3 secondi posti
  - 1 terzo posto

#### Campionati austriaci
- 6 medaglie:
  - 4 ori (ski cross nel 2011; ski cross nel 2016; ski cross nel 2019; ski cross nel 2020)
  - 2 argenti (ski cross nel 2012; ski cross nel 2013)